# Pueblo Juárez, Chiapas
Pueblo Juárez är en ort i Mexiko.   Den ligger i kommunen Juárez och delstaten Chiapas, i den sydöstra delen av landet, 700 km öster om huvudstaden Mexico City. Pueblo Juárez ligger 42 meter över havet och antalet invånare är 6 839.
Terrängen runt Pueblo Juárez är huvudsakligen platt, men söderut är den kuperad. Runt Pueblo Juárez är det ganska glesbefolkat, med 43 invånare per kvadratkilometer. Närmaste större samhälle är Pichucalco, 15,5 km söder om Pueblo Juárez. Trakten runt Pueblo Juárez består till största delen av jordbruksmark.